# معامل الحمل (كهرباء)
في الهندسة الكهربائية، معامل الحمل يعرف على أنه متوسط الحمل مقسوما على أقصى حمل خلال فترة زمنية معينة.
```

  

    

      

        

          
f

          

            
L

            
o

            
a

            
d

          

        

        
=

        

          

            
Average load

            
Maximum load in given time period

          

        

      

    

    
{\displaystyle f_{Load}={\frac {\text{Average load}}{\text{Maximum load in given time period}}}}

  

```

- مثال على فاتورة كهربائية تجارية ضخمة:

الكيلو وات المطلوب = 436 كيلو وات، الكيلو وات المستخدمة =57.200 كيلو وات ساعة، عدد الأيام في دورة الفاتورة = 30 يوم.
معامل الحمل = 57.200/ (30*24*436) * 100% = 18.22%.
- يمكن أن يشتق معامل الحمل من توزيع الحمل الكهربائي لجهاز معين أو نظام يحتوى على مجموعة من الاجهزة.
- قيمته دائما اقل من واحد لأن اقصى طلب دائما أكبر من متوسط الطلب، حيث أن المنشئات لا تعمل أبدا على السعة القصوى خلال 24 ساعة يوميا.
- عند معامل حمل عالي يكون استخدام الطاقة تقريبا ثابت. وعندما يكون معامل الحمل منخفض فإن الطلب يكون عالي.
- لخدمة اقصى حمل، تُوقَف السعة لفترات طويلة وبالتالى فرض أسعار عالية على النظام.
- تُصَمَّم المعدلات الكهربائية بحيث أن المستهلكين أصحاب معامل الحمل العالي يدفعوا أقل على حسب الكيلو وات ساعة.و تسمى هذه العملية توازن الحمل.
- يتعلق معامل الحمل ويتشابك مع معامل الطلب.

{\displaystyle f_{Demand}={\frac {\text{Maximum load in given time period}}{\text{Maximum possible load}}}}
- الاختلاف الأساسي والملاحظ هو ان القاسم المشترك في معامل الطلب هو اعتماده على النظام.ولذلك فإن معامل الطلب لا يمكن اشتقاقه من توزيع الحمل الكهربائي ولكنه يحتاج إلى إضافة الحمل الكامل للنظام إلى السؤال.